# Data.gov

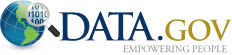
Офіційний логотип data.gov

Data.gov — це вебсайт уряду США, діяльність якого розпочалась в кінці травня 2009 року Вівеком Кундра, який тоді обіймав посаду Федерального директора з інформаційних технологій (CIO) Сполучених Штатів.
Згідно з зазначеним вебсайтом, метою Data.gov є збільшення доступу громадськості до цінної та якісної інформації електронних баз даних, зібраних федеральним урядом.
Сайт позиціонує себе як сховище всієї інформації, яку збирає уряд. Дані, публікація яких не обмежується правами приватності або може загрожувати національній безпеці, будуть своєчасно з'являтись на вебсторінці.

## Загальні відомості
5 березня 2009, незабаром після свого призначення на пост першого Федерального директора з інформаційних технологій, Вівек Кундра оголосив про створення Data.gov , говорячи про те, новий сайт публікуватиме таку кількість даних для подальшого формування масивів даних.
Метою сайту є визначення набору вимог, що дозволить створити інфраструктуру вебсервісів, які будуть висвітлювати часткове представлення динамічних баз даних в XML форматі.
Data.gov поширюватиме філософію відкритості інформації (даних) урядом. Такий підхід надасть значні переваги всім причетним, зокрема сприятиме відновленню довіри до влади та бізнесу.
Станом на 2011 рік, було повідомлено, що федеральний бюджет США планує значне скорочення фінансування електронного фонду Уряду, який безпосередньо надає фінансування для data.gov. Це в подальшому може призвести до скорочення даних або й ліквідації проекту.
На фінансування зазначеного електронного фонду, під фінансовим забезпеченням якого також перебувають й інші інформаційні проекту Уряду, такі як USA spending.gov та Apps.gov буде виділено близько 2 млн дол., порівняно з 37 млн дол. минулого року.
У травні 2010 року, на першу річницю функціонування сайту, було оновлено інтерфейс сторінки та значно розширено інформаційне сховище — з 47 наборів запуску у травні 2009 до понад 250000. Протягом року до розробки та розширення сайту було залучено низку провідних спеціалістів різних напрямків.

## Data Evangelist
13 серпня 2010 року було відкрито вакансію на пост «data evangelist» — людини, яка б виступила зв'язком з громадськістю з приводу нагальних питань проекту.
Згідно запиту держави, ця посада передбачає співпрацю з командою Data.gov для поширення знань щодо розвитку і використання Data.gov, залучення додаткових агентів та стейкхолдерів для розширення та висвітлення ще більшої кількості баз даних.
Зазначений запит (RFI) надає подробиці щодо основних чотирьох вимог до кандидата:
- Високий рівень комунікаційних навичок для надання більшого розголосу програмі;
- Великий досвід в розробці та реалізації відкритих систем управління;
- Наявний досвід у виявленні і розробці нових технологій;
- Управління складними систе6мами даних, зокрема секретними даними.

Кандидат повинен мати доступ до людей і організацій та мати досвід у проведенні заходів по інформуванню громадськості щодо актуальних проблем у сфері інформаційних даних.
На дану посаду було обрано Джин Холм, яка очолює співпрацю з освітніми організаціями, розробниками та державними структурами.

## Концепція операцій (CONOPS)
Одним з основоположних документів для Data.gov є Концепція операцій – документ, що характеризує визначену систему з точки зору користувача системи.
В контексті визначеного проекту даний документ окреслює візію, структуру та майбутнє для Data.gov. Станом на жовтень 2012 року, актуальною є версія 1.0. даного документу. (ConOps in Word format [Архівовано 1 червня 2011 у Wayback Machine.], ConOps in PDF format [Архівовано 1 травня 2011 у Wayback Machine.])
Документ структурно поділено на три частини. Перша частина визначає стратегічні передумови для подальшого розвитку та функціонування проекту. Друга частина зосереджується на операційній діяльності програми, а третя – на перспективах Data.gov та архітектурі програми.

## Принцип роботи Data.gov
Документом Концепції Операцій було визначено основоположні принципи роботи Data.gov. До них відносять:
- Зосередження уваги на доступі;
- Відкритість платформи;
- Деталізація даних;
- Зростання та вдосконалення через відгуки користувачів;
- Відповідальність всіх залучених до програми;
- Швидка інтеграція;
- Запровадження нових та вдосконалення існуючих практик для управління інформацією.

Щодо ставлення до громадськості, то в Документі зазначається, що ключовими засадами відкритості уряду є прозорість, залученість та співпраця. В даному контексті значення програми набуває додаткового змісту. Так з точки зору прозорості, Data.gov пропонує надання широкого доступу до інформації та державної звітності; з точки зору участі – полегшення громадської освіти та інноваційної діяльності; з точки зору співпраці – забезпечення зворотного зв’язку. 

## Відкрита директива уряду
До нормативно-правових актів, які регулюють та впливають на діяльність програми Data.gov також слід віднести Відкриту директиву уряду. (Open Government Directive of December 8, 2009)
Відповідно до даної постанови, протягом 45 днів, кожна організація повинна скласти та опублікувати щонайменше три бази даних та зареєструвати їх на Data.gov. Ці бази даних повинні бути новими у мережі у форматі для завантаження. 

## Дивись також
- Електронний уряд
- Data.gov.uk